# Ilse Hirsch
Ilse Hirsch   (Hamm, 1922 - 2000) va ser una Hauptgruppenführerin (capitana) alemanya del Bund Deutscher Mädel (Lliga de Noies Alemanyes) famosa com a part de l'equip de sis persones que va participar en l'operació Carnaval el 1945.

## Joventut
Hirsch va néixer a Hamm. Es va unir al Lliga de Noies Alemanyes als setze anys d'edat i es va convertir en una de les seves principals organitzadores a la ciutat de Monschau. A les últimes etapes de la Segona Guerra Mundial, va formar part de Werwolf (en alemany «home llop»), un grup partisà alemany que operava darrere de les línies enemigues.

## Unternehmen Karneval
Unternehmen Karneval (Operació Carnaval) va ser una missió Werwolf autoritzada per Heinrich Himmler per assassinar Franz Oppenhoff, qui, l'octubre de 1944, va ser nomenat alcalde d'Aquisgrà pels estatunidencs després que prenguessin el control de la ciutat. Adolf Hitler es va interessar personalment en aquest nomenament i va ordenar l'eliminació d'Oppenhoff.

### L'equip
L'equip reunit pel Generalinspekteur für Spezialabwehrl (Inspector general de defensa especial) Hans-Adolf Prützmann, a qui Himmler va encomanar la tasca, era:
- Hauptgruppenführerin (capitana) Werwolf Ilse Hirsch.
- Untersturmführer-SS (sotstinent) Herbert Wenzel
- Unterscharführer-SS austríac (sergent) Josef «Sepp» Leitgeb
- Guardià fronterer Karl-Heinz Hennemann
- Guardià fronterer Georg Heidorn
- Erich Morgenschweiss, aprenent de Werwolf de 16 anys d'edat

### El pla
El pla de l'equip era traslladar-se al seu primer camp base en boscos densos al llarg de la frontera alemanya-belga.
Morgenschweiss i Hirsch, que coneixien bé la ciutat i feien de guia, entrarien a la ciutat i localitzarien el seu objectiu. Després d'identificar el seu horari diari, passarien la informació a Wenzel i Leitgeb. Després de l'assassinat, l'equip es dirigiria cap a l'est cap a línies amigues. S'havien d'adherir al pla encara que estiguessin separats.
Viatjant estrictament a la nit, s'amagaven a les cabanes de guardaboscos durant el dia. Tots portaven documents falsificats que els identificaven com a membres de la força de treball de l'Organització Todt del Reich. Si els capturaven, havien de convèncer els seus interrogadors que estaven treballant en les fortificacions frontereres properes.

### L'assassinat
El 20 de març de 1945, l'equip va ser transportat en un B-17 Flying Fortress capturat i operat per la Luftwaffe des de l'aeròdrom d'Hildesheim (prop de Hannover) i va ser llançat en paracaigudes al voltant del poble de Gemmenich. En aterrar, van ser descoberts per un guàrdia fronterer neerlandès de 20 anys d'edat, Jozef Saive, a qui van disparar.
L'equip es va dirigir a Eupener Strasse 251, on Oppenhoff vivia amb la seva esposa Irmgard i els seus tres fills. Estava fora d'una festa i van demanar a la mestressa que el fes buscar. Quan va arribar Oppenhoff, Wenzel, que havia assegurat als seus còmplices que faria el tiroteig, va perdre els nervis. Leitgeb va cridar «Heil Hitler!», va agafar la seva pistola i va matar Oppenhoff a trets.
Mentre escapava amb Leitgeb, Hirsch va ensopegar amb una mina terrestre enterrada. Es va ferir el genoll i Leitgeb va morir.

## Vida posterior
Després de la guerra es van localitzar els membres supervivents del grup Werwolf. En el judici de 1949, van ser declarats culpables de matar Oppenhoff i condemnats a 1-4 anys de presó. Hirsch va ser absolta i un altre dels membres de l'equip mai va ser acusat.
Hirsch es va casar i va tenir dues filles i un fill. Segons la investigació de l'historiador Hannes Heer, es diu que Wenzel es va amagar a l'actual Namíbia en el gran grup de grangers i colons alemanys que encara existien des de l'època colonial i que van viure sota el nom de Fritz Brandt fins que va morir el 1981.
En els procediments posteriors, els condemnats van veure reduïdes les seves condemnes i finalment anul·lades completament en virtut de la Straffreiheitsgesetz 1954 (Llei d'impunitat de 1954) per motius d' «ordre d'emergència». L'advocat d'Aquisgrà Hans-Werner Fröhlich es va assabentar el 2013 que el president de la sala d'Aquisgrà era membre del NSDAP des del 1937 i membre d'un tribunal especial creat pels nacionalsocialistes. Un assessor del tribunal del jurat també era membre del NSDAP.